# Andrzej Wierciński
Pour les articles homonymes, voir Andrzej Wierciński (homonymie).
Andrzej Wierciński, né le 10 mars 1961  à Białystok, est un philosophe, théologien et poète polonais.
Il est professeur de philosophie des religions à l'université Albert-Ludwig de Fribourg-en-Brisgau et préside 
l’International Institute for Hermeneutics dont il est fondateur.

## Biographie
Andrzej Wierciński a achevé en 1984 des études de philosophie et de théologie catholique à l'université catholique de Lublin. En 1985, il est ordonné prêtre de l'archidiocèse de Lublin. En 1990, il soutient sa thèse de doctorat en philosophie dirigée par Stanisław Wielgus et en 1996, son doctorat en théologie catholique sous la direction de Gerhard Ludwig Müller sur la dimension religieuse et philosophique de la poésie de Czesław Miłosz. Depuis 2007 il professeur à l'Université de Fribourg-en-Brisgau, à la chaire de philosophie des religions. Depuis 2015, il est également professeur au département de pédagogie générale et de philosophie de l'éducation de la faculté des sciences de l'éducation de l'université de Varsovie .

## Œuvre

### Monographies
- Hermeneutics between Philosophy and Theology: The Imperative to Think the Incommensurable (Münster: LIT Verlag, 2010).
- Philosophizing with Gustav Siewerth: A New German Edition with Facing Translation of “Das Sein als Gleichnis Gottes”/“Being as Likeness of God,” And A Study, “From Metaphor and Indication to Icon: The Centrality of the Notion of Verbum in Hans-Georg Gadamer, Bernard Lonergan, and Gustav Siewerth" (Konstanz: Verlag Gustav Siewerth Gesellschaft, 2005).
- Inspired Metaphysics? Gustav Siewerth’s Hermeneutic Reading of the Onto-Theological Tradition (Toronto: The Hermeneutic Press, 2003).
- Das Miteinander: Grundzüge einer Sorge um den Menschen in seinem Unterwegssein (Guernsey: Elan & Son, 1997).
- Der Dichter in seinem Dichtersein: Versuch einer philosophisch-theologischen Deutung des Dichterseins am Beispiel von Czesław Miłosz (Frankfurt a.M.: Peter Lang, 1997).
- Die scholastischen Vorbedingungen der Metaphysik Gustav Siewerths: Eine historisch-kritische Studie mit Bezug auf die Seinsvergessenheitstheorie von Martin Heidegger (Frankfurt a.M.: Peter Lang, 1991).
- Scholastyczne uwarunkowania metafizyki Gustawa Siewertha: Studium historyczno-krytyczne w aspekcie teorii “niepamięci bytu” Martina Heideggera (Wadhurst: Elan & Son, 1990).
- Über die Differenz im Sein: Metaphysische Überlegungen zu Gustav Siewerths Werk (Frankfurt a.M.: Peter Lang, 1989).